# Liste der Fraktionen im Europäischen Parlament
Die Liste der Fraktionen im Europäischen Parlament enthält alle Fraktionen im Europäischen Parlament bzw. dessen Vorgänger, der parlamentarischen Versammlung der Europäischen Gemeinschaft für Kohle und Stahl seit 1953. Die Fraktionen haben offizielle englische und französische Abkürzungen, die deutschen Abkürzungen sind inoffiziell.

## Liste
| Name                    | Name                                                                                     | Periode           | Periode           | Abkürzungen      | Abkürzungen      | Abkürzungen      | Europapartei                                    | Europapartei                                                                      |
| Name                    | Name                                                                                     | von               | bis               | de               | en               | fr               | Europapartei                                    | Europapartei                                                                      |
| Christdemokraten        | Christdemokraten                                                                         | Christdemokraten  | Christdemokraten  | Christdemokraten | Christdemokraten | Christdemokraten | Christdemokraten                                | Christdemokraten                                                                  |
| ----------------------- | ---------------------------------------------------------------------------------------- | ----------------- | ----------------- | ---------------- | ---------------- | ---------------- | ----------------------------------------------- | --------------------------------------------------------------------------------- |
|                         | Christlich-demokratische Fraktion                                                        | 23. Juni 1953     | 14. März 1978     | CD               | CD               | DC               |                                                 | Europäische Volkspartei                                                           |
|                         | Christlich-demokratische Fraktion                                                        | 14. März 1978     | 17. Juli 1979     | CD               | CD               | DC               |                                                 | Europäische Volkspartei                                                           |
|                         | Fraktion der Europäischen Volkspartei (Christdemokraten)                                 | 17. Juli 1979     | 1. Mai 1992       | EVP              | EPP              | PPE              |                                                 | Europäische Volkspartei                                                           |
| 1. Mai 1992             | Fraktion der Europäischen Volkspartei (Christdemokraten)                                 | 20. Juli 1999     | EVP               | EPP              | PPE              |                  | Europäische Volkspartei, Europäische Demokraten |                                                                                   |
|                         | Fraktion der Europäischen Volkspartei (Christdemokraten) und europäischer Demokraten     | 20. Juli 1999     | 22. Juni 2009     | EVP-ED           | EPP-ED           | PPE-DE           | Europäische Volkspartei, Europäische Demokraten |                                                                                   |
|                         | Fraktion der Europäischen Volkspartei (Christdemokraten)                                 | 22. Juni 2009     |                   | EVP              | EPP              | PPE              |                                                 | Europäische Volkspartei                                                           |
| Sozialdemokraten        |                                                                                          |                   |                   |                  |                  |                  |                                                 |                                                                                   |
|                         | Fraktion der Sozialisten                                                                 | 23. Juni 1953     | 1958              | S                | S                | S                |                                                 | Sozialdemokratische Partei Europas                                                |
|                         | Sozialistische Fraktion                                                                  | 1958              | 21. April 1993    | SOZ              | SOZ              | SOC              |                                                 | Sozialdemokratische Partei Europas                                                |
|                         | Fraktion der Sozialdemokratischen Partei Europas                                         | 21. April 1993    | 20. Juli 2004     | SPE              | PES              | PSE              |                                                 | Sozialdemokratische Partei Europas                                                |
|                         | Sozialistische Fraktion im Europäischen Parlament                                        | 20. Juli 2004     | 23. Juni 2009     | SPE              | PES              | PSE              |                                                 | Sozialdemokratische Partei Europas                                                |
|                         | Fraktion der Progressiven Allianz der Sozialisten & Demokraten im Europäischen Parlament | 23. Juni 2009     | 30. Juni 2014     | S&D              | S&D              | S&D              |                                                 | Sozialdemokratische Partei Europas                                                |
|                         | Fraktion der Progressiven Allianz der Sozialdemokraten im Europäischen Parlament         | 1. Juli 2014      |                   | S&D              | S&D              | S&D              |                                                 | Sozialdemokratische Partei Europas                                                |
| Liberale, Zentristen    |                                                                                          |                   |                   |                  |                  |                  |                                                 |                                                                                   |
|                         | Fraktion der Liberalen und Nahestehenden                                                 | 23. Juni 1953     | 1976              | L                | L                | L                |                                                 | Europäische Liberale, Demokraten und Reformer                                     |
|                         | Liberale und Demokratische Fraktion                                                      | 1976              | 13. Dezember 1985 | LD               | LD               | LD               |                                                 | Europäische Liberale, Demokraten und Reformer                                     |
|                         | Liberale und Demokratische Reformfraktion                                                | 13. Dezember 1985 | 18. Juli 1994     | LDR              | LDR              | LDR              |                                                 | Europäische Liberale, Demokraten und Reformer                                     |
|                         | Fraktion der Liberalen und Demokratischen Partei Europas                                 | 19. Juli 1994     | 20. Juli 2004     | ELDR             | ELDR             | ELDR             |                                                 | Europäische Liberale, Demokraten und Reformer                                     |
|                         | Fraktion der Allianz der Liberalen und Demokraten für Europa                             | 20. Juli 2004     | 1. Juli 2019      | ALDE             | ALDE             | ALDE             |                                                 | Allianz der Liberalen und Demokraten für Europa, Europäische Demokratische Partei |
|                         | Renew Europe                                                                             | 2. Juli 2019      |                   | RE               | RE               | RE               |                                                 | Allianz der Liberalen und Demokraten für Europa, Europäische Demokratische Partei |
| Grüne, Regionalparteien |                                                                                          |                   |                   |                  |                  |                  |                                                 |                                                                                   |
|                         | Regenbogen-Fraktion 1                                                                    | 24. Juli 1984     | Juli 1989         |                  | RBW              | ARC              |                                                 | Europäische Koordination Grüner Parteien, Europäische Freie Allianz               |
|                         | Regenbogen-Fraktion im Europäischen Parlament                                            | Juli 1989         | Juli 1994         |                  | RBW              | ARC              |                                                 | Europäische Freie Allianz                                                         |
|                         | Fraktion Die Grünen                                                                      | 25. Juli 1989     | 20. Juli 1999     | G                | G                | V                |                                                 | Europäische Föderation Grüner Parteien                                            |
|                         | Die Grünen/Europäische Freie Allianz                                                     | 20. Juli 1999     |                   | G/EFA            | G/EFA            | V/ALE            |                                                 | Europäische Grüne Partei, Europäische Freie Allianz                               |
| Nationalkonservative    |                                                                                          |                   |                   |                  |                  |                  |                                                 |                                                                                   |
|                         | Europäische Konservative Fraktion                                                        | 16. Januar 1973   | 17. Juli 1979     | K                | C                | C                | –                                               | –                                                                                 |
|                         | Fraktion der Europäischen Demokraten                                                     | 17. Juli 1979     | 1. Mai 1992       | ED               | ED               | DE               |                                                 | Europäische Demokraten                                                            |
|                         | Fraktion der Europäischen Konservativen und Reformer                                     | 22. Juni 2009     |                   | EKR              | ECR              | CRE              |                                                 | Partei Europäische Konservative und Reformer                                      |
| Rechtsextreme           |                                                                                          |                   |                   |                  |                  |                  |                                                 |                                                                                   |
|                         | Fraktion der Europäischen Rechten                                                        | 24. Juli 1984     | 24. Juli 1989     | ER               | ER               | DR               | –                                               | –                                                                                 |
|                         | Technische Fraktion der Europäischen Rechten                                             | 25. Juli 1989     | 18. Juli 1994     | ER               | DR               | DR               | –                                               | –                                                                                 |
|                         | Fraktion Identität, Tradition, Souveränität                                              | 15. Januar 2007   | 14. November 2007 | ITS              | ITS              | ITS              |                                                 | Euronat                                                                           |
|                         | Europa der Nationen und der Freiheit                                                     | 16. Juni 2015     | 1. Juli 2019      | ENF              | ENF              | ENL              |                                                 | Patriots.eu (2014–2019 MENL, 2019–2024 IDP)                                       |
|                         | Fraktion Identität und Demokratie                                                        | 2. Juli 2019      | 15. Juli 2024     | ID               | ID               | ID               |                                                 | Patriots.eu (2014–2019 MENL, 2019–2024 IDP)                                       |
|                         | Patrioten für Europa                                                                     | 16. Juli 2024     |                   | PfE              | PfE              | PfE              |                                                 | Patriots.eu (2014–2019 MENL, 2019–2024 IDP)                                       |
|                         | Europa der Souveränen Nationen                                                           | 16. Juli 2024     |                   | ESN              | ESN              | ENS              |                                                 | Europa der Souveränen Nationen (Partei)                                           |
| Kommunisten, Linke      |                                                                                          |                   |                   |                  |                  |                  |                                                 |                                                                                   |
|                         | Fraktion der Kommunisten und Nahestehenden (SF, Ind. Sin.)                               | 16. Oktober 1973  | Juli 1979         | KOM              | COM              | COM              | –                                               | –                                                                                 |
|                         | Fraktion der Kommunisten und Nahestehenden                                               | 17. Juli 1979     | 25. Juli 1989     | KOM              | COM              | COM              | –                                               | –                                                                                 |
|                         | Fraktion der Vereinigten Europäischen Linken                                             | 25. Juli 1989     | 11. Januar 1993   | VEL              | EUL              | GUE              | –                                               | –                                                                                 |
|                         | Koalition der Linken                                                                     | 25. Juli 1989     | 19. Juli 1994     | KdL              | LU               | CG               | –                                               | –                                                                                 |
|                         | Konföderale Fraktion der Europäischen Unitaristischen Linken                             | 19. Juli 1994     | 6. Januar 1995    | EUL              | EUL              | GUE              | –                                               | –                                                                                 |
|                         | Konföderale Fraktion der Vereinten Europäischen Linken/Nordische Grüne Linke             | 6. Januar 1995    | 17. Dezember 2020 | GUE/NGL          | GUE/NGL          | GUE/NGL          |                                                 | Europäische Linke                                                                 |
|                         | Fraktion Die Linke im Europäischen Parlament – GUE/NGL                                   | 18. Dezember 2020 |                   | Die Linke        | The Left         | La Gauche        |                                                 | Allianz der Europäischen Linken, Europäische Linke                                |

### Historische Fraktionen
| Name                                | Name                                                                                                 | Periode            | Periode            | Kurzname     | Kurzname     | Kurzname     | Europapartei | Europapartei                                                |
| Name                                | Name                                                                                                 | von                | bis                | de           | en           | fr           | Europapartei | Europapartei                                                |
| EU-Skeptiker                        | EU-Skeptiker                                                                                         | EU-Skeptiker       | EU-Skeptiker       | EU-Skeptiker | EU-Skeptiker | EU-Skeptiker | EU-Skeptiker | EU-Skeptiker                                                |
| ----------------------------------- | --- | ------------------ | ------------------ | ------------ | ------------ | ------------ | ------------ | ----------------------------------------------------------- |
|                                     | Fraktion Europa der Nationen (Koordinierungsgruppe)                                                  | 19. Juli 1994      | 10. November 1996  | EN           | EN           | EDN          | –            | –                                                           |
|                                     | Fraktion der Unabhängigen für das Europa der Nationen                                                | 20. Dezember 1996  | 20. Juli 1999      |              | I-EN         | I-EDN        | –            | –                                                           |
|                                     | Fraktion Europa der Demokratien und der Unterschiede                                                 | 20. Juli 1999      | 20. Juli 2004      | EDU          | EDD          | EDD          | –            | –                                                           |
|                                     | Fraktion Unabhängigkeit/Demokratie                                                                   | 20. Juli 2004      | 1. Juli 2009       | U/D          | IND/DEM      | IND/DEM      |              | Allianz der Unabhängigen Demokraten in Europa, EUDemokraten |
|                                     | Fraktion Europa der Freiheit und der Demokratie                                                      | 1. Juli 2009       | 30. Juni 2014      |              | EFD          | ELD          |              | Bewegung für ein Europa der Freiheit und der Demokratie     |
|                                     | Fraktion Europa der Freiheit und der direkten Demokratie                                             | 1. Juli 2014       | 15. Oktober 2014   | EFDD         | EFDD         | ELDD         |              | Alliance for Direct Democracy in Europe                     |
| 20. Oktober 2014                    | Fraktion Europa der Freiheit und der direkten Demokratie                                             | 1. Juli 2019       |                    | EFDD         | EFDD         | ELDD         |              | Alliance for Direct Democracy in Europe                     |
| Nationalkonservative – Gaullisten   | |                    |                    |              |              |              |              |                                                             |
|                                     | Fraktion der Europäischen Demokratischen Union                                                       | 21. Januar 1965    | 16. Januar 1973    |              | UDE          | UDE          | –            | –                                                           |
|                                     | Fraktion der Europäischen Demokraten für den Fortschritt                                             | 16. Januar 1973    | 24. Juli 1984      |              | EPD          | DEP          | –            | –                                                           |
|                                     | Fraktion der Sammlungsbewegung der Europäischen Demokraten                                           | 24. Juli 1984      | 6. Juli 1995       |              | EDA          | RDE          | –            | –                                                           |
|                                     | Forza Europa                                                                                         | 19. Juli 1994      | 6. Juli 1995       | FE           | FE           | FE           | –            | –                                                           |
|                                     | Fraktion Union für Europa                                                                            | 6. Juli 1995       | 20. Juli 1999      | UfE          | UfE          | UPE          | –            | –                                                           |
|                                     | Fraktion Union für das Europa der Nationen                                                           | 20. Juli 1999      | 22. Juni 2009      | UEN          | UEN          | UEN          |              | Allianz für das Europa der Nationen                         |
| Radikaldemokraten, Regionalparteien | |                    |                    |              |              |              |              |                                                             |
|                                     | Fraktion der Radikalen Europäischen Allianz                                                          | 19. Juli 1994      | 20. Juli 1999      |              | ERA          | ARE          | –            | –                                                           |
| Technische gemischte Fraktionen     | |                    |                    |              |              |              |              |                                                             |
|                                     | Fraktion für die technische Koordinierung und Verteidigung der unabhängigen Gruppen und Abgeordneten | 1979               | 1984               |              | CDI          | CDI          | –            | –                                                           |
|                                     | Fraktion für die technische Koordinierung und Verteidigung der unabhängigen Gruppen und Mitglieder   | 17. September 1987 | 17. November 1987  |              |              | CTDI         | –            | –                                                           |
|                                     | Technische Fraktion der Unabhängigen Abgeordneten                                                    | 20. Juli 1999      | 13. September 1999 |              | TGI          | TDI          | –            | –                                                           |
| 1. Dezember 1999                    | Technische Fraktion der Unabhängigen Abgeordneten                                                    | 4. Oktober 2001    |                    |              | TGI          | TDI          | –            | –                                                           |